# Glabušovce
Glabušovce es un municipio del distrito de Veľký Krtíš en la región de Banská Bystrica, Eslovaquia, con una población estimada a final del año 2024 de 121 habitantes.
Se encuentra ubicado al suroeste de la región, en la cuenca hidrográfica del río Ipoly —un afluente izquierdo del Danubio— y cerca de la frontera con la región de Nitra y con Hungría.

## Demografía
| Año        | 1994 | 2004    | 2014    | 2024   |
| ---------- | ---- | ------- | ------- | ------ |
| Población  | 126  | 115     | 125     | 121    |
| Diferencia |      | −8,73 % | +8,69 % | −3,2 % |

| Año        | 2023 | 2024    |
| ---------- | ---- | ------- |
| Población  | 117  | 121     |
| Diferencia |      | +3,41 % |